# Liste von Persönlichkeiten der Stadt Chioggia
Diese Liste von Persönlichkeiten der Stadt Chioggia enthält Persönlichkeiten, die dort geboren wurden.

## Bis 1900
- Jacopo de Dondi, auch Jacopo Dondi dall’Orologio (1293–1359), Arzt, Astronom und Uhrmacher
- Giovanni de Dondi, auch Giovanni Dondi dall’Orologio (1318–1389), Gelehrter und Hochschullehrer
- Benintendi de’ Ravegnani (≈1318–1365), Diplomat, Humanist, Chronist und Großkanzler der Republik Venedig
- Niccolo di Conti (≈1395–1469), Kaufmann und Entdeckungsreisender
- Cristoforo Sabbadino, auch il Moretto (1489–1560), erster Ratgeber der Republik Venedig für die Lagune
- Gioseffo Zarlino (1517–1590), Musiktheoretiker und Komponist
- Paolo Quagliati (≈1555–1628), Komponist und Organist in Rom
- Giovanni Croce (1557–1609), Komponist, Kapellmeister und Priester der venezianischen Renaissance
- Stefano Andrea Renier (1759–1830), Zoologe und Arzt
- Giuseppe Olivi (1769–1795), Naturforscher
- Natale Schiavoni (1777–1858), Maler und Grafiker
- Aristide Kardinal Cavallari (1849–1914), Erzbischof und Patriarch von Venedig
- Giuseppe Veronese (1854–1917), Mathematiker
- Flavio Poli (1900–1984), Glasdesigner

## 1901–1950
- Aldo Ballarin (1922–1949), Fußballspieler
- Dino Ballarin (1923–1949), Fußballspieler
- Sergio Perosa (* 1933), Anglist und Literaturkritiker
- Dino De Antoni (1936–2019), römisch-katholischer Geistlicher, Erzbischof von Gorizia
- Cesare Bonivento PIME (* 1940), Ordensgeistlicher und römisch-katholischer Bischof von Vanimo
- Danilo Ferrari (1940–2007), Radrennfahrer

## Seit 1951
- Felice Casson (* 1953), Richter und Politiker
- Andrea Tornielli (* 1964), Journalist und römisch-katholischer Schriftsteller
- Devis Boschiero (* 1981), Profiboxer
- Sara Penzo (* 1989), Fußballspielerin
- Michele Godino (* 1992), Snowboarder